# Salix capitata
Salix capitata ist ein kleiner Baum aus der Gattung der Weiden (Salix) mit dünnen und anfangs brüchigen Zweigen und 3,5 bis 7 Zentimeter langen Blättern. Das natürliche Verbreitungsgebiet der Art liegt in China. Sie wird zum Aufforsten und zur Holzgewinnung genutzt.

## Beschreibung
Salix capitata ist ein 10 bis 15 Meter hoher Baum mit mattgrauer, gefurchter Stammborke und runder Krone. Die Zweige sind dünn, anfangs flaumhaarig und später verkahlend. Junge Zweige sind graugrün und brüchig. Die Laubblätter haben breit lanzettliche Nebenblätter mit einem drüsig gesägten Blattrand. Der Blattstiel ist 2 bis 4 Millimeter lang. Die Blattspreite ist lanzettlich, 3,5 bis 7 Zentimeter lang und 5 bis 12 Millimeter breit, zugespitzt oder kurz zugespitzt, mit keilförmiger Basis und einem drüsig gesägten Blattrand. Die Blattoberseite ist grün und anfangs fein behaart, die Unterseite ist blass, später sind beide Seiten entlang der Mittelrippe flaumhaarig oder verkahlend.
Männliche Blütenstände sind nicht bekannt. Die weiblichen Blütenstände sind 1,5 bis 1,8 Zentimeter lange und etwa 7 Millimeter durchmessende Kätzchen. Der Blütenstandsstiel ist kurz und dreiblättrig. Die Tragblätter sind gelblich grün, eiförmig, etwa 1 Millimeter lang, mehr oder weniger spitz, mit drei Blattadern, oberseits kahl und unterseits flaumhaarig. Die weiblichen Blüten haben eine adaxiale Nektardrüse. Der Fruchtknoten ist etwa 1 Millimeter lang, kahl und sitzend. Der Griffel ist kurz, die Narbe zweigeteilt. Die Früchte sind gelblich braune Kapselfrüchte. Salix capitata blüht im Mai, die Früchte reifen im Jänner.

## Vorkommen
Das natürliche Verbreitungsgebiet liegt in den chinesischen Provinzen Heilongjiang, Liaoning und in der Inneren Mongolei, in Hebei und Shaanxi wurde sie eingebürgert. Die Art wächst in Höhen von 100 bis 300 Metern.

## Systematik
Salix capitata ist eine Art aus der Gattung der Weiden (Salix) in der Familie der Weidengewächse (Salicaceae). Dort wird sie der Sektion Salix zugeordnet. Sie wurde 1955 von Chou Yi Liang und Boris Vassilievich Skvortsov erstmals wissenschaftlich beschrieben. Skvortsov nimmt an, dass es sich bei der Art um einen einzelnen Klon der Trauerweide (Salix babylonica) handelt. Der Gattungsname Salix stammt aus dem Lateinischen und wurde schon von den Römern für verschiedene Weidenarten verwendet. Das Artepitheton capitata stammt ebenfalls aus dem Lateinischen und bedeutet „kopfig“.

## Verwendung
Salix capitata ist ein schnell wachsender Baum, der zum Aufforsten und zur Holzgewinnung genutzt wird.

## Nachweise